# Dębnica (powiat Ostrowski)
Dębnica is een dorp in het Poolse woiwodschap Groot-Polen, in het district Ostrowski (Groot-Polen). De plaats maakt deel uit van de gemeente Przygodzice en telt 1000 inwoners.